# Glacier de Ferpècle
Glacier de Ferpècle – lodowiec o długości 6,5 km (2005 r.) i powierzchni 9,8 km² (1973 r.).
Lodowiec położony jest w Alpach Pennińskich w kantonie Valais w Szwajcarii.